# Geoffrey Marr Vevers
Geoffrey Marr Vevers, auch G.M. Vevers (* 20. September 1890 in Hereford; † 9. Januar 1970 in Springfield, Whipsnade) war ein britischer Mediziner und Zoologe.

## Leben und Tätigkeit
Vevers war ein Sohn des Chirurgen Henry Vevers. Nach dem Schulbesuch wurde er an der St. Thomas’ Medical School ausgebildet. Nach dem Ausbruch des Ersten Weltkriegs ging er mit dem Britischen Roten Kreuz nach Frankreich. Nach einer vorübergehenden Beurlaubung in die Heimat, um seinen Abschluss abzulegen (1915), gehörte er dem Royal Army Medical Corps bis 1919 an.
1919 trat Vevers in den Dienst der London School of Tropical Medicine, an der er bis 1923 blieb. Von 1923 bis 1948 amtierte er als Superintendent der Zoological Society of London.
In den 1930er Jahren unternahm Vevers diverse Forschungsreisen in die Sowjetunion, von wo er zahlreiche seltene Tiere für die Sammlung der Society mitbrachte. Während seiner Reisen wurde er ein großer Bewunderer des kommunistischen Systems: So übernahm er die Herausgeberschaft des Anglo-Soviet Journal (1939–1946) und wurde Chairman des Soviet Union Relations Board. Infolgedessen wurde er von den Polizeiorganen des nationalsozialistischen Deutschlands als Staatsfeind eingestuft und im Frühjahr 1940 vom Reichssicherheitshauptamt auf die Sonderfahndungsliste G.B. gesetzt, ein Verzeichnis von Personen, die im Falle einer erfolgreichen deutschen Invasion Großbritanniens durch die Sonderkommandos der SS-Einsatzgruppen mit besonderer Priorität ausfindig gemacht und verhaftet werden sollten.
Vevers verfasste zahlreiche Artikel für wissenschaftliche Zeitschriften. Für das BBC-Programm „Childrens’ Hour“ steuerte er regelmäßig Beiträge zu zoologischen Themen bei, darunter die Sendung Friends from the Zoo, die er 1946 von David Seth-Smith übernahm.

## Ehrungen
Vevers war Ehrenmitglied der Zoological Society of Philadelphia und der Zoological Society of Ireland.

## Schriften
- The Life Story of the King Penguin, 1945.
- Animals of the USSR, 1948.